# Juliusz Frydrychewicz
Juliusz Antoni Frydrychewicz (ur. 16 stycznia 1904 w Radzyminie, zm. 3 maja 1945 w Zatoce Lubeckiej) – polski entomolog leśny, ornitolog, inżynier, oficer rezerwy Wojska Polskiego.

## Życiorys
Ukończył gimnazjum w Warszawie, a następnie rozpoczął studia na Wydziale Leśnym Szkoły Głównej Gospodarstwa Wiejskiego pod kierunkiem prof. Zygmunta Mokrzeckiego. Jako specjalizację wybrał entomologię i ochronę lasów, w 1928 uzyskał stopień inżyniera leśnika. Podczas studiów w 1926 rozpoczął pracę w Stacji Ochrony Roślin Towarzystwa Ogrodniczego Warszawskiego, w 1930 przeszedł do Zakładu Ochrony Lasu Instytutu Badawczego Lasów Państwowych. 
Na stopień podporucznika został mianowany ze starszeństwem z 1 września 1931 i 2877. lokatą w korpusie oficerów rezerwy piechoty. W 1934, jako oficer rezerwy pozostawał w ewidencji Powiatowej Komendy Uzupełnień Mińsk Mazowiecki. Posiadał przydział w rezerwie do 22 Pułku Piechoty w Siedlcach.
Walczył w kampanii wrześniowej. Po powstaniu Armii Krajowej w celach zwiadowczych zatrudnił się w warszawskiej firmie Julius Meinl. Na początku 1944 został aresztowany i uwięziony w obozie Hamburg-Neuengamme, podczas ewakuacji obozu został przetransportowany na jeden ze statków zacumowanych w Zatoce Lubeckiej, 3 maja 1945 umieszczono go wraz z grupą więźniów na kutrze, który został przez hitlerowców zatopiony. 

## Dorobek naukowy
Prowadził badania nad szkodnikami lasów, był autorem publikacji popularnonaukowych oraz książki Szkodniki drzew i krzewów owocowych, która została wydana w 1926. Podejmował również temat biocenozy leśnej oraz ornitologii, poza broszurami na dotyczącymi ptaków drukiem ukazały się prace pt. Ptaki zebrane w południowo-wschodniej części Karpat Polskich (1934), Nasze sikory (1937), Technika ochrony ptaków w gospodarce leśnej (1938).